# Innvikfjorden
Innvikfjorden er en del af  fjorden Nordfjord i Stryn kommune i Vestland fylke i Norge. Den har en længde på cirka 4,5 kilometer og er en fortsættelse af Utvikfjorden. Fjorden starter mellem Ulvedal i nord og Utvik i syd og går forbi Innvik, som den er opkaldt efter. Ved Hildeneset fortsætter fjorden som Faleidfjorden.
Fylkesvej 60 går langs østsiden af fjorden, mens fylkesvej 698 går på vestsiden.